# Hydropus hymenocephalus
Hydropus hymenocephalus är en svampart som först beskrevs av A.H. Sm., och fick sitt nu gällande namn av Redhead 1984. Hydropus hymenocephalus ingår i släktet Hydropus och familjen Marasmiaceae.   Inga underarter finns listade i Catalogue of Life.